# 최상화
최상화(崔相和,  1931년 ~ )은 대한민국의 제15대 해군참모총장을 지낸 군인이다.

## 학력
- 해군사관학교 9기(1955년)
- 육군보병학교 위탁교육과정 수료(1957년)
- 국방대학교 행정학사 3기(1959년)

## 경력
- 1955년 해군 소위 임관
- 한국함대사령관
- 1984년 9월 4일 ~ 1987년 9월 4일 : 해군참모총장

## 상훈
- 1977년 보국훈장 천수장
- 1983년 보국훈장 국선장
- 1984년 보국훈장 통일장
- 1987년 수교훈장 광화장
- 월남1등명예훈장
- 화란무공훈장
- 중국 대수운휘훈장
- 프랑스 국가공로훈장
- 미국 공로훈장